# جوزيبي غراسي (دراج)
جوزيبي غراسي (بالإيطالية: Giuseppe Grassi)‏ هو دراج إيطالي، ولد في 5 أكتوبر 1942 في كارمينانو في إيطاليا.

## وصلات خارجية
- جوزيبي غراسي على موقع أرشيف الدراجات (الإنجليزية)
- جوزيبي غراسي على موقع إحصائيات الدراجات الإحترافية (الإنجليزية)